# NGC 2228
NGC 2228 este o galaxie lenticulară situată în constelația Peștele de Aur. A fost descoperită în 31 ianuarie 1835 de către John Herschel. Se află la o distanță de 101,44 megaparseci de Pământ.